# Cazones de Herrera (kommun)
Cazones de Herrera är en kommun i Mexiko.   Den ligger i delstaten Veracruz, i den sydöstra delen av landet, 240 km nordost om huvudstaden Mexico City.
Följande samhällen finns i Cazones de Herrera:
- Cazones de Herrera
- Rancho Nuevo
- Barra de Cazones
- Cruz Blanca Número Uno
- Limón Chiquito
- La Piedad
- Nuevo Tejamanil
- Buenavista
- Barrio Acosta Lagunes
- Coyol Norte
- Cerro Verde
- Ojo de Agua
- Cabellal Número Tres
- San Román Chiquito
- Las Palmas
- La Curva
- El Marino
- El Ramal
- El Torno